# Thomas Gardiner Corcoran
Thomas Gardiner Corcoran (29 de diciembre de 1900 - 6 de diciembre de 1981) fue uno de los varios asesores del New Deal del presidente Franklin D. Roosevelt y, más tarde, un amigo cercano y asesor del presidente Lyndon B. Johnson.

## Primeros años
Corcoran nació en Pawtucket, Rhode Island el 29 de diciembre de 1900. Se matriculó en la Universidad de Brown, donde se graduó como el mejor estudiante de su clase obteniendo su licenciatura y maestría en 1922. Asistió a la Facultad de Derecho de Harvard, donde se graduó con honores en 1926 y obtuvo el reconocimiento de Felix Frankfurter. Obtuvo su doctorado en derecho al año siguiente. Trabajó para el juez del Tribunal Supremo Oliver Wendell Holmes.

## Inicio de la carrera
Trabajó para el Juez Oliver Wendell Holmes Jr. en la Corte Suprema de los Estados Unidos en 1926 a 1927. En 1932, después de ejercer la abogacía corporativa en la ciudad de Nueva York, Corcoran se unió a la Corporación Financiera de Reconstrucción. Cuando Roosevelt comenzó a darse cuenta de sus esfuerzos, a Corcoran se le dio una gama más amplia de responsabilidades de las que su posición oficial como asesor general adjunto le permitía.

## Administración Roosevelt

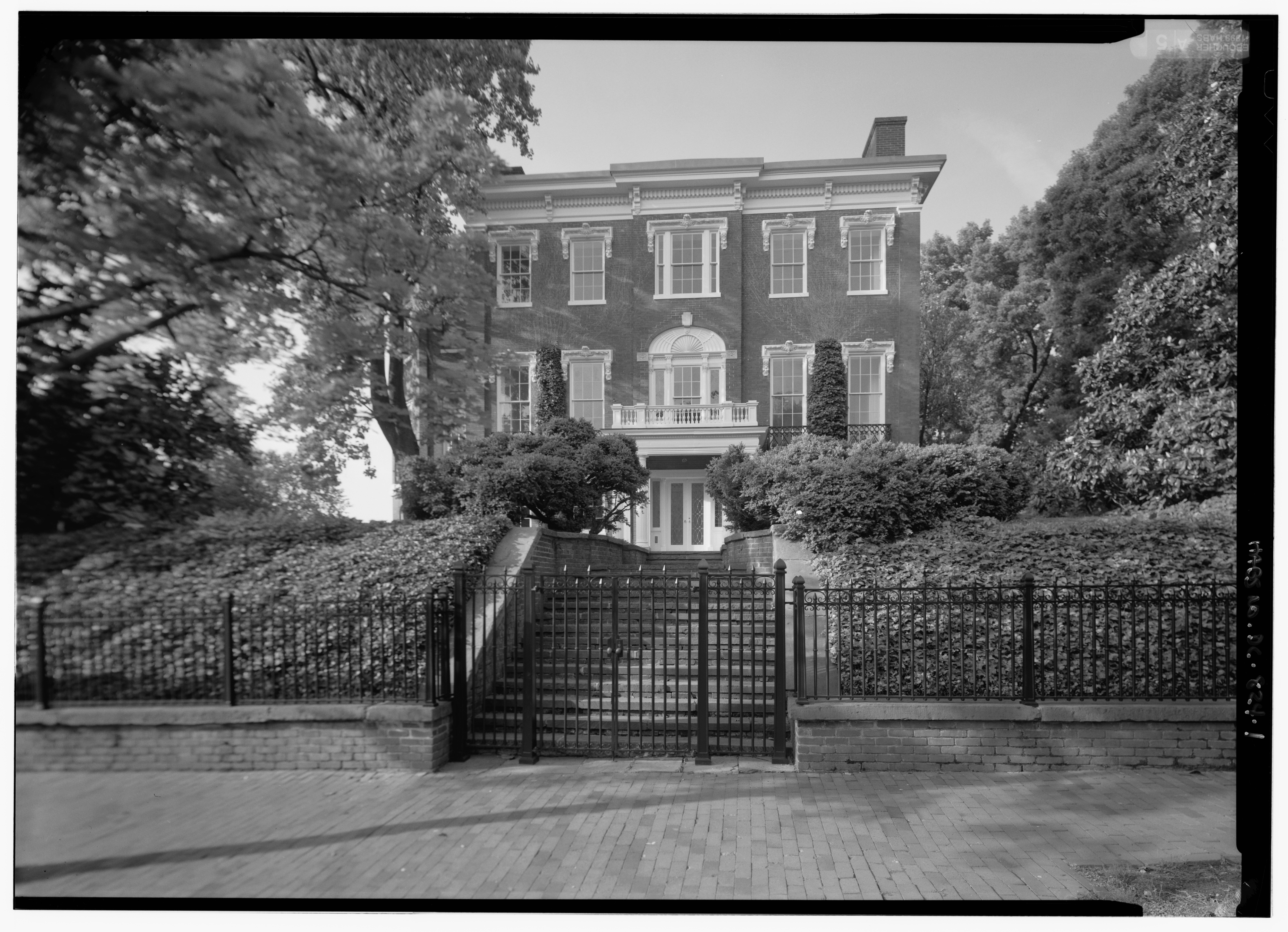
Scott-Grant House, 3238 R Street, Northwest, Washington D. C. (2000). Durante el New Deal, dos de los miembros del Brain Trust del presidente Roosevelt, Benjamin Cohen y Thomas Corcoran, alquilaron la casa para ellos y para otros jóvenes abogados que redactaron la legislación del New Deal.

Corcoran fue asesor especial de la Corporación Financiera de Reconstrucción (RFC) de 1934 a 1941. Durante el mismo período, fue el enlace con Henry Morgenthau, y lo representó en la junta directiva de RFC. Como aliado del Presidente de RFC Jesse H. Jones, Corcoran ejerció el poder más allá de la autoridad de su cargo.
Felix Frankfurter había recomendado a muchos de sus antiguos estudiantes de Derecho de Harvard para trabajar en la Administración Roosevelt, incluyendo a Corcoran, lo que llevó a que este último se asociara con un grupo conocido como "New Dealers". Según Alan Brinkley, muchos lo consideraban un organizador de los New Dealers y un coordinador de la burocracia de Washington.
Gran parte de su trabajo durante el New Deal fue en conjunto con Benjamin Victor Cohen. Juntos, Corcoran y Cohen eran conocidos como los "Gold Dust Twins" y salieron en la portada de la edición del 12 de septiembre de 1938 de la revista Time. Corcoran fue apodado "Tommy el Corcho" por Roosevelt. Entre otros muchos proyectos, Corcoran colaboró con Cohen en la redacción de la Ley de Normas Laborales Justas de 1938.

## Más tarde en la vida
Después de dejar la Casa Blanca, Corcoran mantuvo una enorme influencia en la administración, en parte debido a los altos cargos que le debían sus cargos. Corcoran se dedicó a la práctica privada como abogado junto con el exasesor principal de la Comisión Federal de Comunicaciones de los Estados Unidos (FCC), William J. Dempsey, a quien Corcoran había instalado en ese trabajo en 1938. Dempsey y Corcoran dirigieron la adquisición de la estación de radio de Nueva York WMCA para el amigo de Corcoran, el Subsecretario de Comercio Edward J. Noble. Eso resultó en una investigación tanto de la FCC como del Congreso.
El trabajo de Corcoran después de dejar el servicio gubernamental lo llevó a ser apodado el primero de los cabilderos modernos. Los teléfonos de Corcoran fueron intervenidos por el gobierno federal entre 1945 y 1947. Las transcripciones de las escuchas telefónicas se depositaron en la Biblioteca Presidencial Truman y no se entregaron a los investigadores hasta la muerte de Corcoran. La evidencia es que un asesor de la Casa Blanca de Truman ordenó la escucha, pero luego fue rescindida por el presidente Harry S. Truman.
También se alega que Corcoran realizó intentos indebidos de influir en las decisiones del Tribunal Supremo.

## Familia
Siguiendo los pasos de su padre, su hijo, Thomas G. Corcoran Jr. asistió a la Universidad Brown y a la Facultad de Derecho de Harvard (clase de 1967), antes de fundar el bufete de abogados Berliner, Corcoran & Rowe en Washington D. C.. Una hija, Margaret J. Corcoran, también se graduó de la Facultad de Derecho de Harvard (promoción de 1965), y fue secretaria del Juez Asociado Hugo Black de la Corte Suprema de los Estados Unidos durante el mandato de 1966 (la segunda mujer en ser secretaria), mientras seguía ayudando a su padre en eventos sociales.
Su nieta, Sara Corcoran (Warner), obtuvo su licenciatura y un MBA de la Universidad del Sur de California. Es periodista jurídica y editora de The National Courts Monitor, una revista jurídica de tribunales civiles.